# Miguel Szymanski

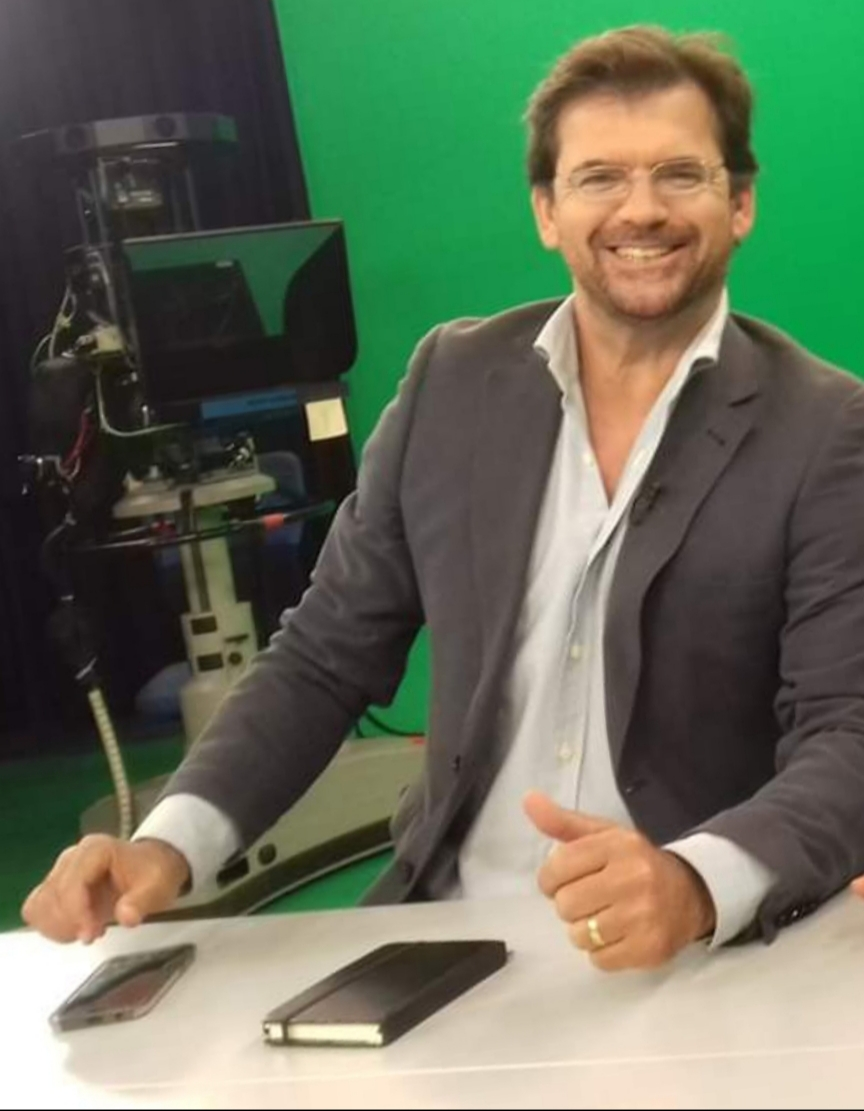
Miguel Szymanski no estúdio 4, RTP, Lisboa

Miguel Szymanski (n. 1966 em Faro) é um jornalista e escritor luso-alemão. É colaborador bilingue para empresas de imprensa, televisão e rádio em Portugal, Alemanha e Áustria .
É correspondente em Portugal e autor do jornal semanal der Freitag e publica colunas regulares em língua portuguesa no jornal Portugal Post, que circula na Alemanha.
Em Portugal, é comentador de política internacional de televisão da emissora pública RTP e de 2017 a 2024 integrou também o programa de discussão semanal Mundo sem Muros (suspenso em 2024).
Foi durante dez anos correspondente em Portugal da televisão alemã WELT, função da qual se demitiu em carta pública de Outubro de 2024, em que denunciou a sistemática omissão dos indícios de violação de direitos humanos, crimes de guerra e genocídio contra as populações civis na Palestina na cobertura que a televisão WELT dá da política israelita. É também colunista de vários jornais.
Em Outubro de 2023 recebeu pelo seu romanceChâteau de Carte(Ouro, Prata e Silvano original), editado em França pela editora J'ai Lu do grupo Flammarion, o primeiro prémio Violeta Negra atribuído a um autor português pelo festival literário Polars du Sud.

## Biografia
Szymanski nasceu em Faro, na costa do Algarve, no sul de Portugal, em 1966, filho de pai alemão e mãe portuguesa nascida em Macau. Além das raízes da Suábia, a família também tem raízes catalãs e boémias. Dois anos depois da Revolução dos Cravos (1974), Szymanski mudou-se com seus pais em 1976 para a Alemanha, na região do Ruhr, onde continuou a crescer, especialmente em Bochum. No final da década de 1980 regressou a Portugal, onde residiu e trabalhou na capital, Lisboa.
Em Portugal trabalhou no Jornal Económico e foi editor, chefe de departamento e colunista da edição portuguesa da revista GQ de 2005 a 2012.
Em 2010 publicou o livro Economista Acidental.
Como resultado da grave crise económica em Portugal após a crise do euro de 2010, Szymanski voltou para a Alemanha em 2013, onde, após uma escala profissional em Heidenheim an der Brenz como redator, trabalhou como jornalista em Frankfurt am Main.
Em 2014, seu livro Ende der Fiesta – Südeuropas verlorene Jugend (“Fim da Fiesta - A Juventude Perdida do Sul da Europa”) foi publicado pela Kösel-Verlag. Aborda a crise em Portugal, as suas causas e os efeitos devastadores na população, também com base nas suas próprias experiências. 
De 2014 a 2016, Szymanski escreveu a coluna Zu Hause bei Fremden (“Em casa com estranhos”) na TAZ e foi editor da Öko-Test.
Em 2016, Szymanski voltou para Lisboa com a família, que agora vive perto do Atlântico na Costa da Caparica, em frente à capital.

## Vida pessoal
Miguel Szymanski é filho de pai alemão e mãe portuguesa, o casal teve cinco filhos. O irmão mais novo de Szymanski é Vasco Gerhard Szymanski (n. 1970), cônsul honorário de Portugal em Munique.
Miguel Szymanski é casado com a jornalista portuguesa Alexandra Caetano da Silva e tem dois filhos. A família voltou a viver na grande Lisboa em 2016.

## Obras
- O Economista Acidental - Como salvar a carteira sem perder a vida. Arcádia Editora, Lisboa 2010 ( ISBN 978-989-2800-24-0 )
- Ende der Fiesta – Südeuropas verlorene Jugend ("Fim da festa - a juventude perdida do sul da Europa"). Kösel-Verlag, Munique 2014 (ISBN 978-3-466-37111-2)
- Contos da Emigração - Homens Que Sofrem de Sonhos. Oxalá Editora, Dortmund 2018 (ISBN 978-3-946277-11-8), coletânea de contos com contribuição de Miguel Szymanski
- Ouro, Prata e Silva. Suma de Letras/Penguin Random House, Lisboa 2019 (ISBN 978-989-665-705-5)
- O Grande Pagode, Suma de Letras/Penguin Random House, Lisboa 2019 (ISBN 978-989-665-877-9)
- A Casa da Mulher Ingrata - E Outras Crónicas. Oxalá Editora, Lünen 2021 (ISBN 978-3-946277-49-1)
- O Homem mais Feliz de África, Bertrand Editora, Lisboa 2022 (ISBN 978-972-25-4259-3)
- A Viagem do Oligarca., Bertrand Editora, Lisboa 2024 (ISBN 978-972-25-4609-6)

## Ligações
- Literatura de e sobre Miguel Szymanski (em alemão) no catálogo da Biblioteca Nacional da Alemanha
- Literatura de Miguel Szymanski no catálogo da Biblioteca Nacional de Portugal
- Mundo sem Muros. Programa de TV na RTP
- Zu Hause bei Fremden. Colunas da taz de Miguel Szymanski